# Saint-Loup-Terrier
Saint-Loup-Terrier är en kommun i departementet Ardennes i regionen Grand Est (tidigare regionen Champagne-Ardenne) i nordöstra Frankrike. Kommunen ligger  i kantonen Tourteron som ligger i arrondissementet Vouziers. År 2022 hade Saint-Loup-Terrier 179 invånare.

## Befolkningsutveckling
Antalet invånare i kommunen Saint-Loup-Terrier
Referens: INSEE